# Yanina Appelqvist
Yanina Appelqvist, född Kedzierska 21 maj 1917 i Góra, Polen, död 5 oktober 1997 i Stockholm, var en svensk skådespelare. Hon var även verksam under pseudonymen Cathérine Gora.

## Filmografi
- 1948 – Främmande hamn
- 1950 – Kyssen på kryssen
- 1954 – La rage au corps (Hets i kroppen)